# Рескеєць (Румунія)
Рескеєць, Рескеєці (рум. Răscăeți) — село у повіті Димбовіца в Румунії. Адміністративний центр комуни Рескеєць.
Село розташоване на відстані 67 км на захід від Бухареста, 39 км на південь від Тирговіште, 119 км на схід від Крайови, 121 км на південь від Брашова.

## Населення
За даними перепису населення 2002 року у селі проживали 2174 особи, усі — румуни. Усі жителі села рідною мовою назвали румунську.